# اريك ريد (لاعب كرة قدم أمريكية)
اريك ريد (بالإنجليزية: Eric Reid)‏ هو لاعب كرة قدم أمريكية أمريكي، ولد في 10 ديسمبر 1991 في باتون روج في الولايات المتحدة.

## وصلات خارجية
- اريك ريد على موقع إي إس بي إن.كوم (أن.أف.أل)3
- اريك ريد على موقع مرجع كرة القدم المحترفة.كوم (الإنجليزية)
- اريك ريد على موقع كلية كرة القدم في سبورتس رفرنس.كوم (الإنجليزية)